# Fadhila El Farouk
Fadhila El Farouk (Arris, 20 de noviembre de 1967) es el nombre artístico de la escritora argelina Fadhila Melkemi.

## Biografía
Fadhila Melkemi se crio en Constantina (Argelia), siendo su lengua materna el Tamazight, aunque escribe en árabe. Recibió su grado de bachillerato en 1987 y se unió al departamento de matemáticas de la Facultad de Medicina en la Universidad de Batna durante dos años. Tras su estancia en la Universidad de Batna regresó a la Universidad de Constantina, y se unió el Instituto de Literatura, donde encontró su verdadera vocación. Consiguió su propio espectáculo en la Estación Nacional de Constantina, titulada «Puertos de creatividad». En la prensa escrita,  empezó como ayudante en el periódico An-nasr. Durante su segundo año en la universidad se convirtió en periodista del periódico Hayat de Constantina, y se graduó en 1993.
En 1994 acabó sus estudios y obtuvo su certificado en la Universidad de Constantina. Se desplazó a Beirut en octubre de 1995, justo después de la guerra civil. Allí conoció al poeta y dramaturgo Paul Shaoul, quién la animó a ser escritora. Al final de 1996 empezó a trabajar para el periódico Al Kifah Al Arabi, donde estuvo trabajando durante un año. En 1997 autopublicó «Un momento de amor robado», y en ese mismo año, la editorial Farabi le publicó «El humor de un adolescente» en Beirut. Tuvo que esperar dos años a que su novela «Vergüenza» (تاء الخجل), fuese aceptada y publicada por la casa editorial Riad Risn gracias al apoyo del poeta y escritor Emad Al-Abdallah. Esta novela versa sobre la violación y las leyes relacionadas en la sociedad árabe, y revela el sufrimiento de las mujeres que fueron violadas en Argelia durante la década negra (principios de los años 90); reclama la coexistencia de religiones y la igualdad entre hombres y mujeres, al mismo tiempo que condena las guerras de todo tipo. «Vergüenza» fue la tercera novela de Fadhila y la primera en ser traducida al español, siendo también traducida al francés y al italiano. En 2005, publicó la novela «El descubrimiento de la lujuria», y en 2010 «Las regiones del miedo», ambos con la editorial Riyad Al Rayes de Beirut.